# Gare de Facture-Biganos
La gare de Facture-Biganos, également appelée gare de Biganos-Facture, est une gare ferroviaire française de la ligne de Bordeaux-Saint-Jean à Irun, située sur le territoire de la commune de Biganos, dans le département de la Gironde, en région Nouvelle-Aquitaine.
C'est une gare de la Société nationale des chemins de fer français (SNCF), desservie par des TGV inOui, un Intercités de nuit, le RER métropolitain de Bordeaux et des trains express régionaux du réseau TER Nouvelle-Aquitaine.

## Situation ferroviaire

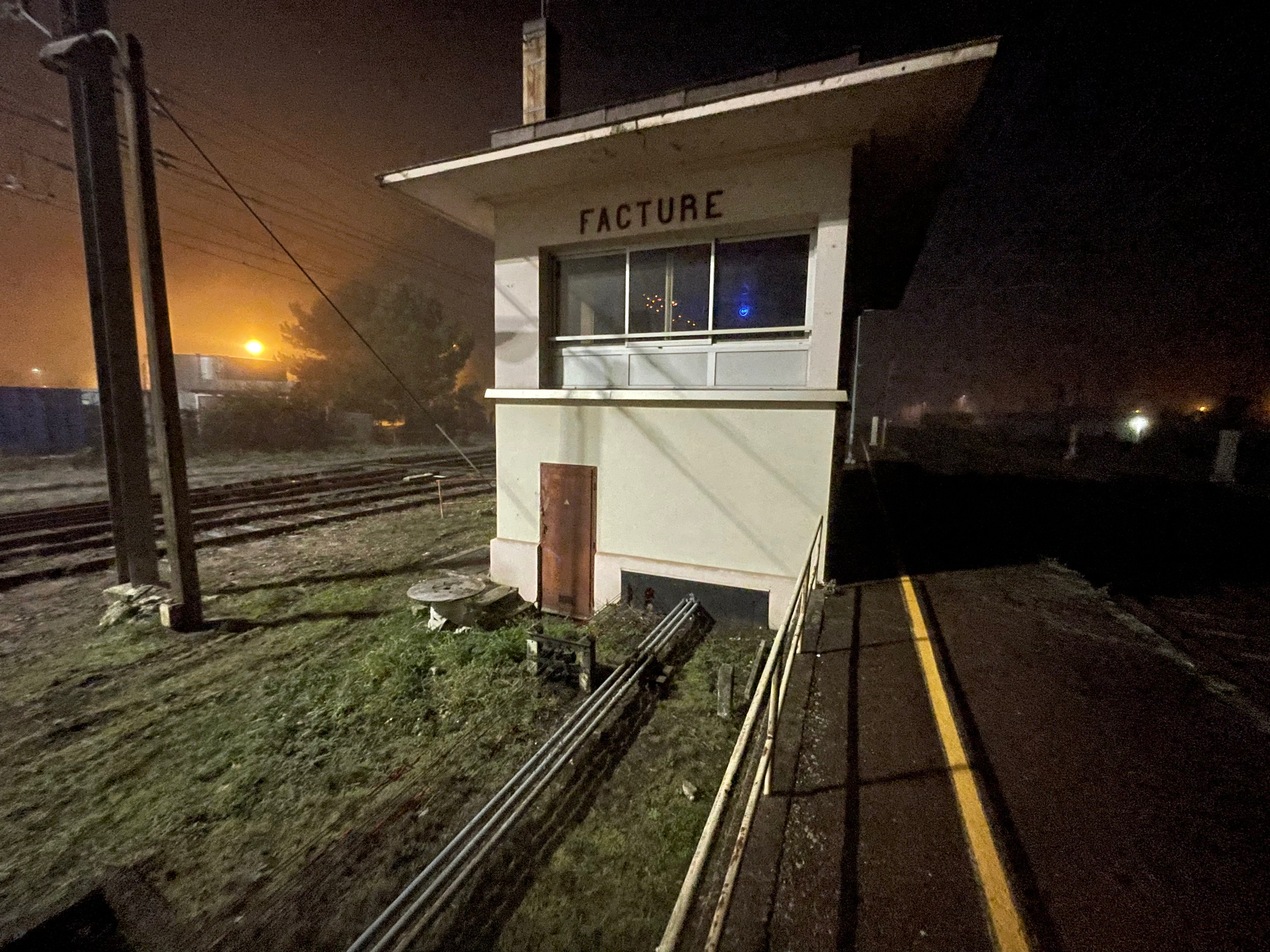
Poste d'aiguillage de la gare.

Établie à 13 mètres d'altitude, la gare de Facture-Biganos est située au point kilométrique (PK) 39,341 de la ligne de Bordeaux-Saint-Jean à Irun, entre les gares ouvertes de Marcheprime et d'Ychoux. Entre Facture-Biganos et Ychoux, se situent les anciennes gares de Lamothe, Caudos et Lugos.
Ancienne gare de bifurcation, elle était également située sur la ligne de Lesparre à Saint-Symphorien (fermée et désaffectée).

## Histoire

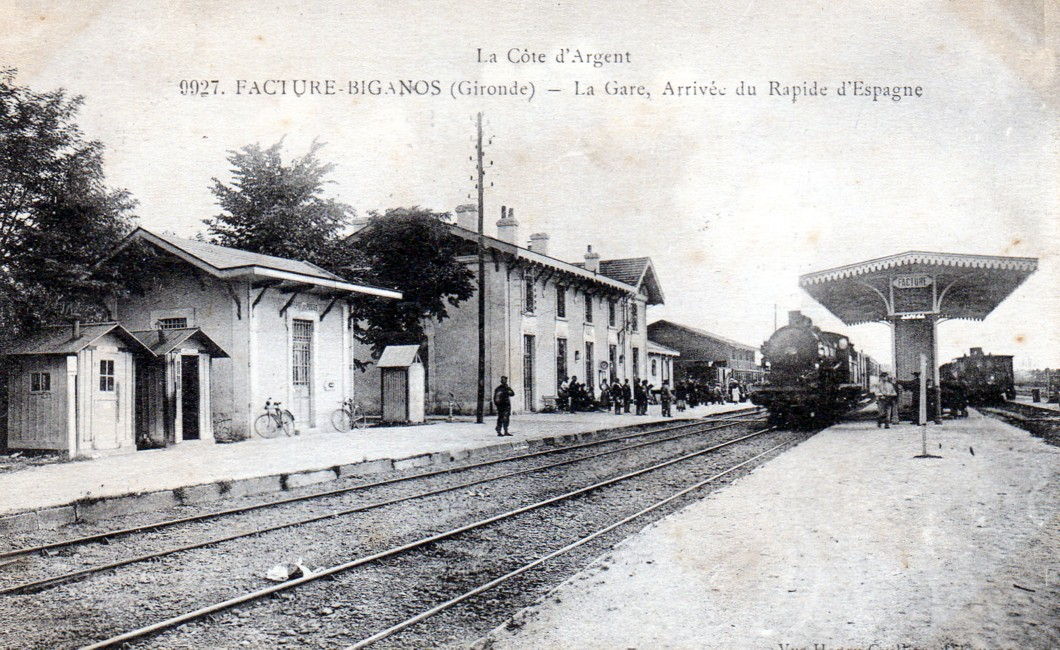
La gare, au début du XXe siècle.

Les records de vitesse sur rail des 28 mars 1955 (325 km/h) et 29 mars 1955 (331 km/h), réalisés par la SNCF, se sont déroulés entre les gares de Facture-Biganos et de Morcenx, avec les locomotives électriques CC 7107 (Alsthom) puis BB 9004 (Jeumont-Schneider) tractant trois voitures.
En 2014, le bâtiment voyageurs est en rénovation. Cela concerne la mise en accessibilité des guichets et la création d'un nouvel espace d'attente.

## Fréquentation
De 2015 à 2023, selon les estimations de la SNCF, la fréquentation annuelle de la gare s'élève aux nombres indiqués dans le tableau ci-dessous.
| Année                      | 2015    | 2016    | 2017    | 2018    | 2019      | 2020    | 2021    | 2022      | 2023      |
| -------------------------- | ------- | ------- | ------- | ------- | --------- | ------- | ------- | --------- | --------- |
| Voyageurs seuls            | 789 981 | 771 937 | 864 473 | 853 936 | 958 484   | 658 271 | 858 671 | 1 100 339 | 1 189 744 |
| Voyageurs et non voyageurs | 877 757 | 857 708 | 960 526 | 948 818 | 1 064 982 | 731 413 | 954 079 | 1 222 599 | 1 321 938 |

## Service des voyageurs

### Accueil
Gare de la SNCF, elle dispose d'un bâtiment voyageurs (muni de guichets) ouvert tous les jours, ainsi que d'automates pour l'achat de titres de transport TER. Ses quais sont équipés d'abris.

### Desserte
Facture-Biganos est desservie par :
- les TGV inOui Paris-Montparnasse – Bordeaux-Saint-Jean – Arcachon ;
- un Intercités de nuit, sur la liaison Paris-Austerlitz – Tarbes[6] ;
- des trains TER Nouvelle-Aquitaine, effectuant des missions entre Bordeaux-Saint-Jean et Mont-de-Marsan, Hendaye, Pau, Lourdes ou Tarbes, mais également entre Arcachon et Bordeaux-Saint-Jean, Libourne ou Coutras.

### Intermodalité
Un parking ainsi qu'un parc à vélos sont aménagés à ses abords.
Elle est desservie par des bus de la ligne 5 du réseau Baïa (géré par la communauté d'agglomération Bassin d'Arcachon Sud), par des bus des lignes 1, 2 et 5 du réseau Alégo (géré par la Communauté d'agglomération du Bassin d'Arcachon Nord) et des autocars de la ligne 414 (ancienne ligne 610) du réseau TransGironde.

## Service des marchandises
La gare de Facture-Biganos est ouverte au service du fret.